# Freedom of Speech
Freedom of Speech – obraz amerykańskiego malarza Normana Rockwella, namalowany w 1943 roku. Należy do serii obrazów Four Freedoms, zainspirowanej przemową prezydenta Stanów Zjednoczonych Franklina Delano Roosevelta o „czterech wolnościach”, wygłoszoną w 1941 roku. Obraz ukazał się 20 lutego 1943 roku w czasopiśmie „The Saturday Evening Post”, wraz z towarzyszącym esejem autorstwa Bootha Tarkingtona. „The Saturday Evening Post” był jednym z najpopularniejszych i najbardziej wpływowych czasopism w Stanach Zjednoczonych; Rockwell był stałym współpracownikiem „Post”, dla którego od 1916 roku tworzył ilustracje na okładki.
Rockwell uważał, że Freedom of Speech oraz Freedom of Worship były najlepszymi obrazami z serii.

## Tło historyczne
Freedom of Speech był pierwszym opublikowanym obrazem z serii Four Freedoms Normana Rockwella. Inspiracją dla tej serii było przemówienie Franklina D. Roosevelta, wygłoszone 6 stycznia 1941 roku podczas 77. Kongresu Stanów Zjednoczonych. W przemówieniu tym Roosevelt wymienił „cztery wolności”, które, jak twierdził, powinny być dostępne dla wszystkich ludzi na świecie: wolność słowa, wolność religii, wolność od niedostatku i wolność od strachu. Spośród nich jedynie wolność słowa i wolność religii wymienione są w Konstytucji Stanów Zjednoczonych. „Cztery wolności” zostały później włączone do Karty Atlantyckiej, jak również do Karty Narodów Zjednoczonych.

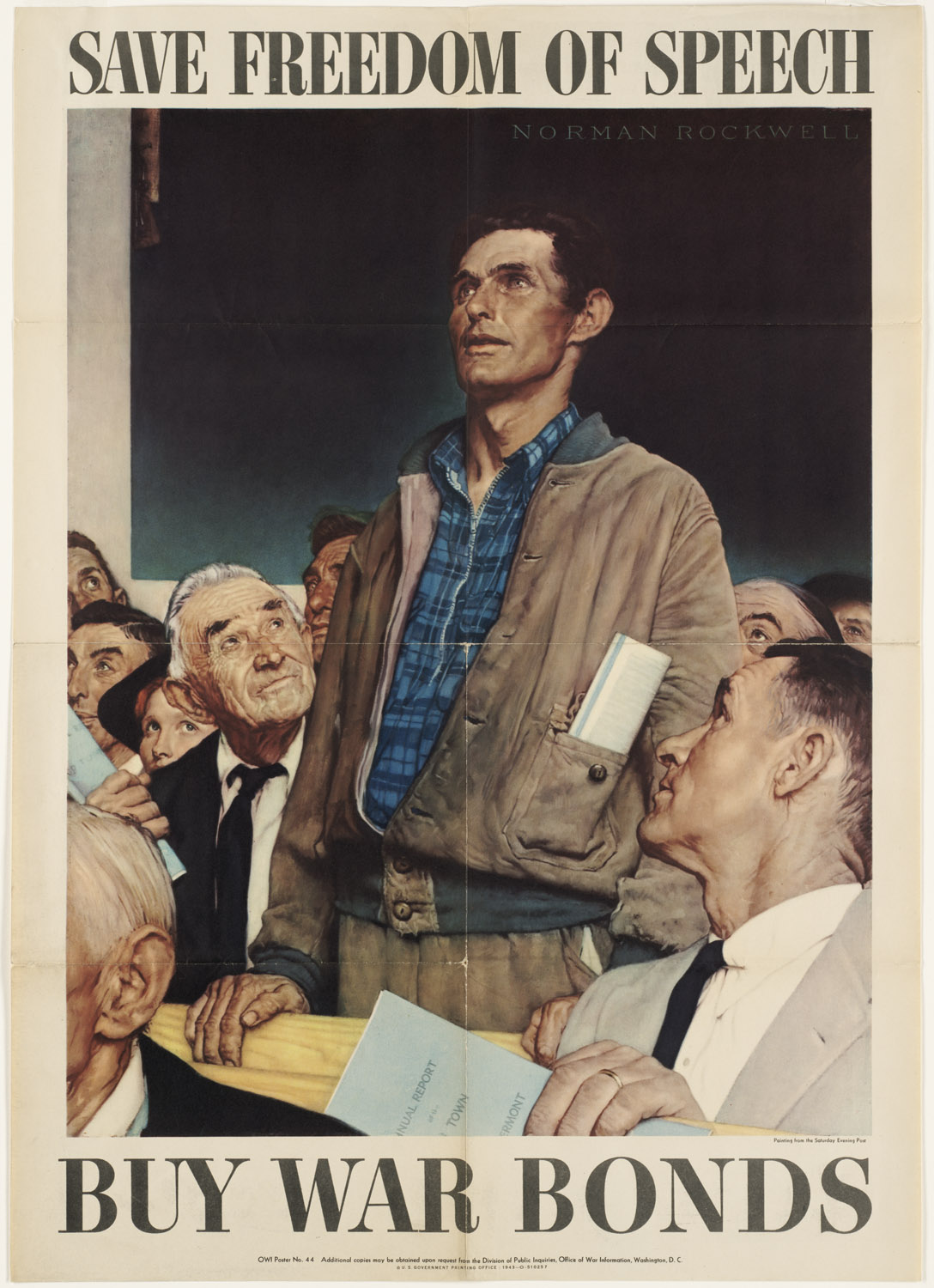
Plakat Biura Informacji Wojennej, 1943 r. Napis głosi: Ratuj wolność słowa. Kupuj obligacje wojenne

W serii Four Freedoms Rockwell ukazał sceny z życia codziennego, ilustrujące każdą z „czterech wolności”. Kolejne obrazy z serii ukazywały się w gazecie „The Saturday Evening Post” przez cztery tygodnie: w wydaniach z 20 lutego (Freedom of Speech), 27 lutego (Freedom of Worship), 6 marca (Freedom from Want) i 13 marca (Freedom from Fear). Towarzyszyły im eseje znanych pisarzy.
Obrazy z tego cyklu rozpowszechniono w formie plakatów w ramach rządowego programu propagandowego, promującego sprzedaż obligacji wojennych. Podczas rządowego wydarzenia propagandowego Four Freedom War Bond Show z lat 1943–1944 można było zakupić obligacje wojenne, otrzymując w nagrodę pełnokolorowy zestaw reprodukcji obrazów z cyklu Four Freedoms. Nabywcy mogli także otrzymać okładki na obligacje i znaczki pocztowe, ozdobione reprodukcją Freedom of Speech.

## Opis
Obraz przedstawia scenę z zebrania mieszkańców Arlington w stanie Vermont (miejsca zamieszkania Rockwella), które miało miejsce w 1942 roku. Podczas zebrania miejscowy rolnik, Jim Edgerton, zabrał głos, by jako jedyny sprzeciwić się planom odbudowy szkoły zniszczonej przez pożar. Edgerton wcześniej stracił całe swoje stado krów w wyniku choroby i obawiał się, że nie będzie mógł opłacić zwiększonych podatków. Rockwell ujrzał w tej scenie znakomitą ilustrację „wolności słowa”. Zainspirowany nią, użył swoich sąsiadów z Vermont jako modeli do stworzenia wszystkich czterech obrazów z cyklu.
Centralną postacią obrazu jest młody robotnik o brudnych, spracowanych rękach i ciemnej karnacji. Ubrany jest w kraciastą koszulę i zużytą zamszową kurtkę. Wyróżnia się spośród pozostałych uczestników zebrania, którzy mają na sobie białe koszule, krawaty i marynarki. Według Bruce’a Cole’a z „The Wall Street Journal”, robotnik jest ukazany na obrazie „stojący prosto, z otwartymi ustami, z lśniącymi oczami utkwionymi w jednym punkcie; mówi, co myśli, nieskrępowany i nieustraszony”, a jego twarz przywodzi na myśl Abrahama Lincolna. Zdaniem Roberta Scholesa, twarze postaci na obrazie wyrażają podziw dla mówcy i uważne wsłuchanie w jego słowa; sam mówca zaś przypomina postać rodem z filmów Franka Capry, graną przez Gary’ego Coopera lub Jimmy’ego Stewarta.

## Tworzenie obrazu
Do postaci młodego robotnika pozował Carl Hess, sąsiad Rockwella. Carl – syn Henry’ego Hessa, imigranta z Niemiec – prowadził w Arlington stację benzynową, a jego dzieci chodziły do szkoły z dziećmi Rockwella. Wykorzystanie Hessa w roli modela zasugerował asystent Rockwella, Gene Pelham, według którego Hess „miał szlachetną głowę”. Inni mieszkańcy Arlington ukazani na obrazie to: Henry Hess (tylko lewe ucho), Jim Martin (prawy dolny róg), Harry Brown (z prawej – tylko czubek głowy i oko), oraz Robert Benedict senior i Rose Hoyt (oboje z lewej strony). Przy lewej krawędzi obrazu widoczne jest również oko samego Rockwella. Właścicielem noszonej przez modela zamszowej kurtki był Gene Pelham.
Praca nad obrazem zajęła artyście dwa miesiące i wymagała czterech podejść, zanim Rockwell uzyskał satysfakcjonujący efekt. Dwa razy Rockwell był bliski zakończenia pracy, jednak za każdym razem uznawał, że obraz nadal nie jest doskonały. Każda wersja przedstawiała pracownika fizycznego w nieformalnym stroju, wstającego z miejsca podczas zebrania miejskiego, jednak ukazywała tę scenę z innego punktu widzenia. Na jednym z wczesnych szkiców Hess otoczony był ze wszystkich stron innymi, siedzącymi postaciami. Hess uważał, że taka kompozycja wygląda bardziej naturalnie. Rockwell był jednak wobec niej krytyczny, twierdząc, że rozprasza ona widza i zaciemnia jasność przekazu. W finalnej wersji obrazu Rockwell zdecydował się na punkt widzenia skierowany w górę z poziomu ławki. Uwypuklił także pojedynczą postać mówcy, zamiast całego tłumu słuchaczy.

## Esej
W wydaniu „The Saturday Evening Post” z 20 lutego 1943 roku obrazowi towarzyszył esej Bootha Tarkingtona, powieściopisarza i dramaturga, laureata nagrody Pulitzera. Esej miał formę opowiadania; przedstawiał fikcyjne spotkanie Adolfa Hitlera i Benito Mussoliniego w 1912 roku, podczas którego omawiają oni plany ograniczenia wolności słowa w celu umocnienia własnej dyktatorskiej władzy.